# Eresus crassitibialis
Eresus crassitibialis is een spinnensoort uit de familie van de fluweelspinnen (Eresidae).
De wetenschappelijke naam van de soort werd in 1987 gepubliceerd door Jörg Wunderlich.